# Гросенверден
Гросенверден (нім. Großenwörden) — громада в Німеччині, розташована в землі Нижня Саксонія. Входить до складу району Штаде. Складова частина об'єднання громад Ольдендорф-Гіммельпфортен.
Площа — 12,35 км2. Населення становить 462 ос. (станом на 31 грудня 2021).